# Superнянь
«Superнянь» (фр. Babysitting) —  французский комедийный фильм 2014 года.

## Сюжет
Клэр и Марк уезжают на все выходные со спокойной душой, ведь они оставили своего малолетнего отпрыска Реми на попечении правильного парня и симпатяги Фрэнка. На следующий день супругов будит звонок из полиции, сообщающий, что их дом перевёрнут вверх дном, а сын исчез! На месте происшествия осталась лишь видеокамера,  запечатлевшая на удивление бурные события минувшей ночи.

## В ролях
- Филипп Лашо — Фрэнк
- Жюльен Аррути — Алекс
- Алис Давид — Соня
- Энцо Томасини — Реми Шодель
- Жерар Жюньо — Марк Шодель
- Клотильда Куро — мадам Шодель
- Венсан Дезанья — Эрнест
- Тарек Будали — Сэм

## Производство
Первоначально на роль Марка Шоделя претендовал Дидье Бурдон, но позднее она была предложена Жерару Жюньо.